# Spoorlijn Schaesberg - Simpelveld
De spoorlijn Schaesberg - Simpelveld (bijgenaamd Miljoenenlijn) is een spoorlijn die de stations van Schaesberg/Landgraaf en Simpelveld in de Nederlandse provincie Limburg met elkaar verbindt.
De lijn is gebruikt voor goederenvervoer en regulier personenvervoer. Vanaf 1988 is alleen het traject tussen de stations Landgraaf en Kerkrade Centrum in gebruik voor personenvervoer. Het traject tussen Kerkrade Centrum en Simpelveld maakt sinds 1995 deel uit van een toeristische spoorlijn.

## Geschiedenis
De aanleg begon in 1925 ten behoeve van het kolenvervoer van de steenkoolmijnen. De verantwoordelijke uitvoerder van het werk was Corstiaan van Herpen, medewerker van het Spoorwegbouwbedrijf te Utrecht, een dochteronderneming van de Nederlandsche Spoorwegen.
In Schaesberg sloot de geheel dubbelsporige Miljoenenlijn aan op het in 1896 geopende traject Sittard – Herzogenrath, en in Simpelveld op de in 1853 in gebruik genomen spoorlijn Aken - Maastricht. Het lijngedeelte Simpelveld – Spekholzerheide Domaniale mijn, een zijtak van Aken – Maastricht, was al in gebruik sinds 16 april 1871 en is in de Miljoenenlijn opgenomen.
De bijnaam is ontleend aan de geschatte kosten per kilometer. Het 12,5 km lange traject heeft destijds ongeveer 12,5 miljoen gulden gekost. De voor die tijd hoge kosten werden veroorzaakt door het heuvellandschap dat bij de aanleg een grondverzet van 3,5 miljoen kubieke meter nodig maakte om tot aanvaardbare hellingen te komen.
De goederenspoorlijn kwam gereed in 1934. Pas vanaf 1949 werd de lijn ook voor personenvervoer gebruikt. In de Tweede Wereldoorlog werd het tweede spoor opgebroken. Na de oorlog werd de lijn enkelsporig hersteld. Sinds de sluiting van de Domaniale Mijn in 1969 was het goederenvervoer niet meer van betekenis. Van het grootste station aan de spoorlijn – Spekholzerheide (Kerkrade West) – waren de laatste jaren slechts nog de perronsporen in gebruik.
Begin 1986 is het lijngedeelte Landgraaf – Kerkrade Centrum geëlektrificeerd, tegelijk met het traject Heerlen – Landgraaf. Met ingang van 28 mei 1988 werd het lijngedeelte Kerkrade Centrum – Simpelveld gesloten. Het plan om een nieuw traject - de Avantislijn - aan te leggen dat vanaf Centraal Station Aken (D), via Aken-Richterich en bedrijventerrein Avantis aan zou sluiten op de Miljoenenlijn bij station Spekholzerheide, is in 2019 geschrapt.

## Stations en gebouwen
Hieronder een overzicht van alle stations langs de lijn:
| Station          | Geopend | Huidig gebouw                                                                  |
| ---------------- | ------- | ------------------------------------------------------------------------------ |
| Landgraaf        | 1896    | 1893, NZS, 1e gebouw, Standaardtype ZSM                                        |
| Eygelshoven      | 1949    | geen, gebouw gesloopt in 2003                                                  |
| Chevremont       | 1949    | geen, gebouw gesloopt in 2002                                                  |
| Kerkrade Centrum | 1949    | geen, gebouw gesloopt in 1995                                                  |
| Spekholzerheide  | 1949    | geen, station gesloten in 1988, sinds 1995 in gebruik door ZLSM                |
| Simpelveld       | 1853    | 1908, SS, 2e gebouw, station gesloten in 1992, sinds 1995 in gebruik door ZLSM |

## Treindienst
De Miljoenenlijn werd in eerste instantie gebruikt voor vervoer van grondstoffen voor en producten van de steenkoolmijnen. Gelijktijdig met de elektrificatie van de spoorlijnen van Eindhoven naar Limburg (Heerlen en Maastricht) werd op 15 mei 1949 de Miljoenenlijn geopend voor reizigersvervoer. Er gingen reizigerstreinen rijden van Heerlen via Kerkrade en Simpelveld naar Schin op Geul. In 1955 werd de treindienst verlengd naar Valkenburg, waardoor deze ook een rol voor het toerisme ging spelen. Op 1 augustus 1954 werden de stoomtreinen afgelost door de dieselelektrische treinstellen met de bijnaam Blauwe Engel. In de loop der tijd hebben Blauwe Engelen in zowel één- als tweewagenuitvoering dienstgedaan, in de late jaren 1980 reden alleen nog tweewagenstellen (nummers 178-186). Sinds de elektrificatie van Landgraaf - Kerkrade in 1986 en de sluiting van Kerkrade – Simpelveld op 27 mei 1988 reden op het resterende gedeelte treinstellen Plan V. Dit laatste materieel reed ruwweg de eerste twee jaren nadat in december 2006 de concessie van de provincie Limburg aan Veolia Transport Limburg was ingegaan. Sinds de tweede helft van 2008 reden er Velios-treinstellen van Veolia. Per 11 december 2016 beëindigde Veolia zijn activiteiten in Nederland en nam Arriva het vervoer over.
| Serie       | Treinsoort         | Route                                                                                                | Bijzonderheden |
| ----------- | ------------------ | --- | -------------- |
| 32000 RS 18 | Stoptrein (Arriva) | Maastricht Randwyck – Maastricht – Heerlen – Landgraaf – Eygelshoven – Chevremont – Kerkrade Centrum |                |
| 32900       | Stoomtrein (ZLSM)  | Simpelveld – Schin op Geul                                                                           |                |

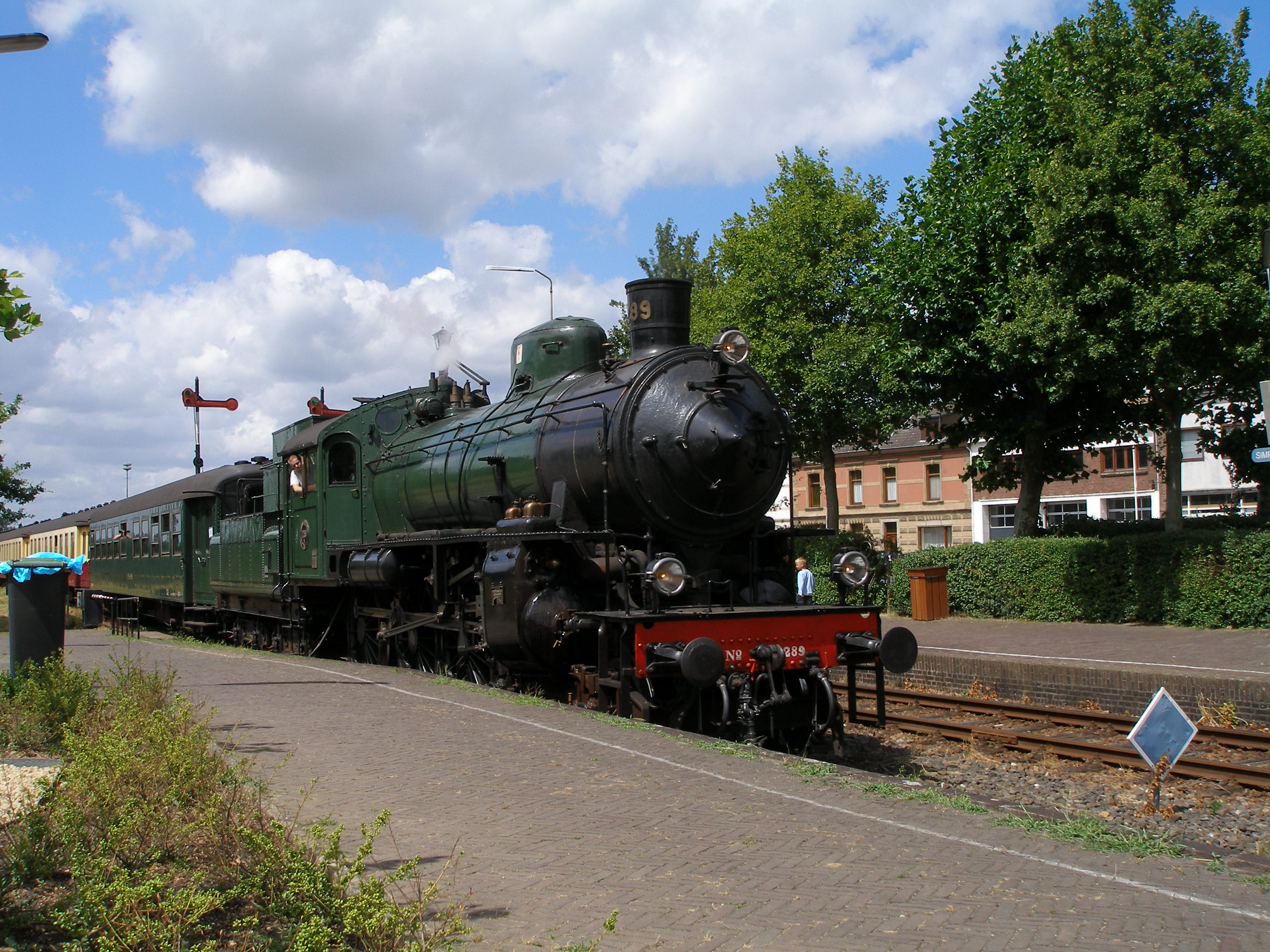
ZLSM- stoomlocomotief B 1289 komt met trein aan op station Simpelveld
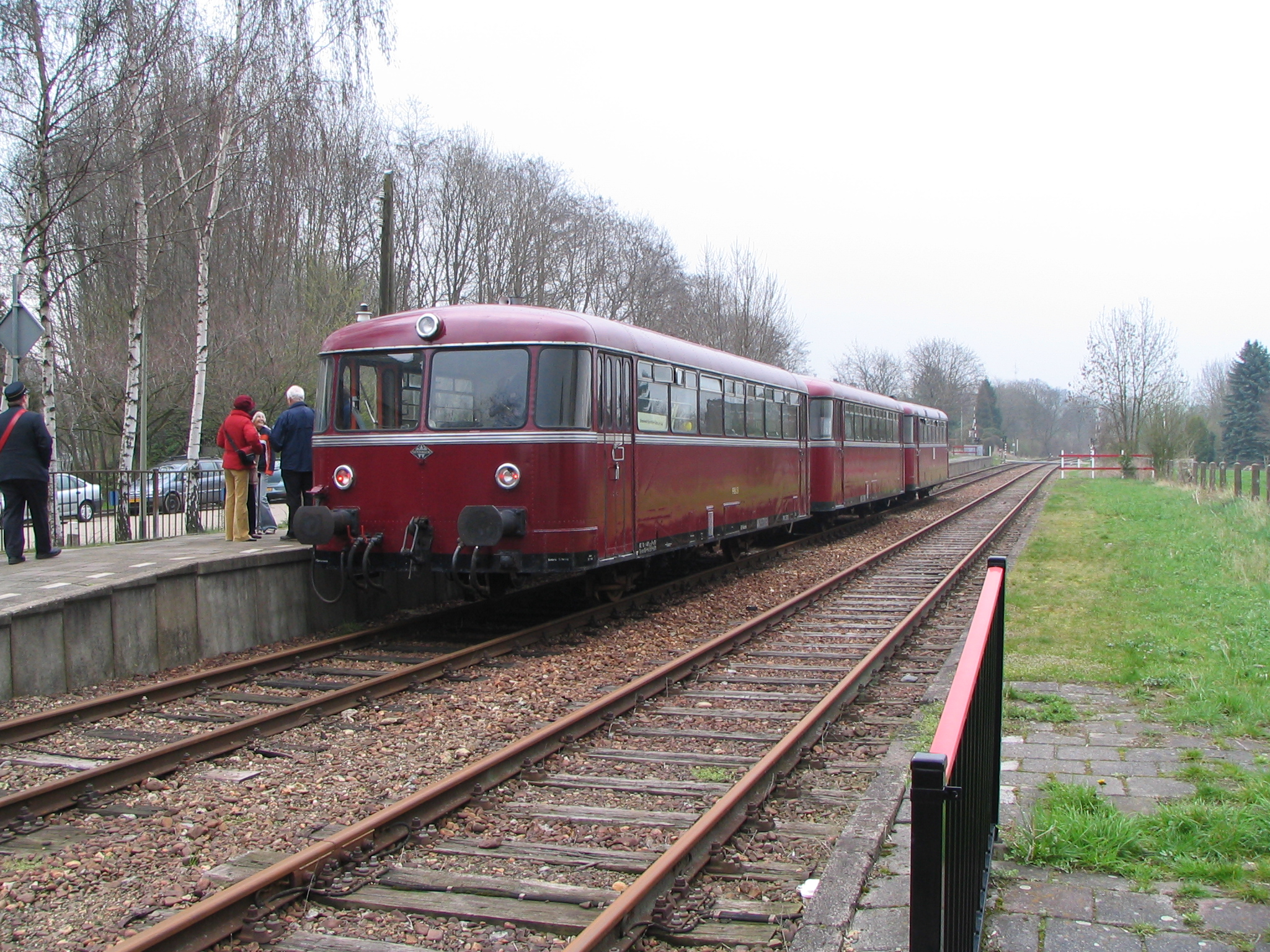
Uerdinger Schienenbus op station Schin op Geul
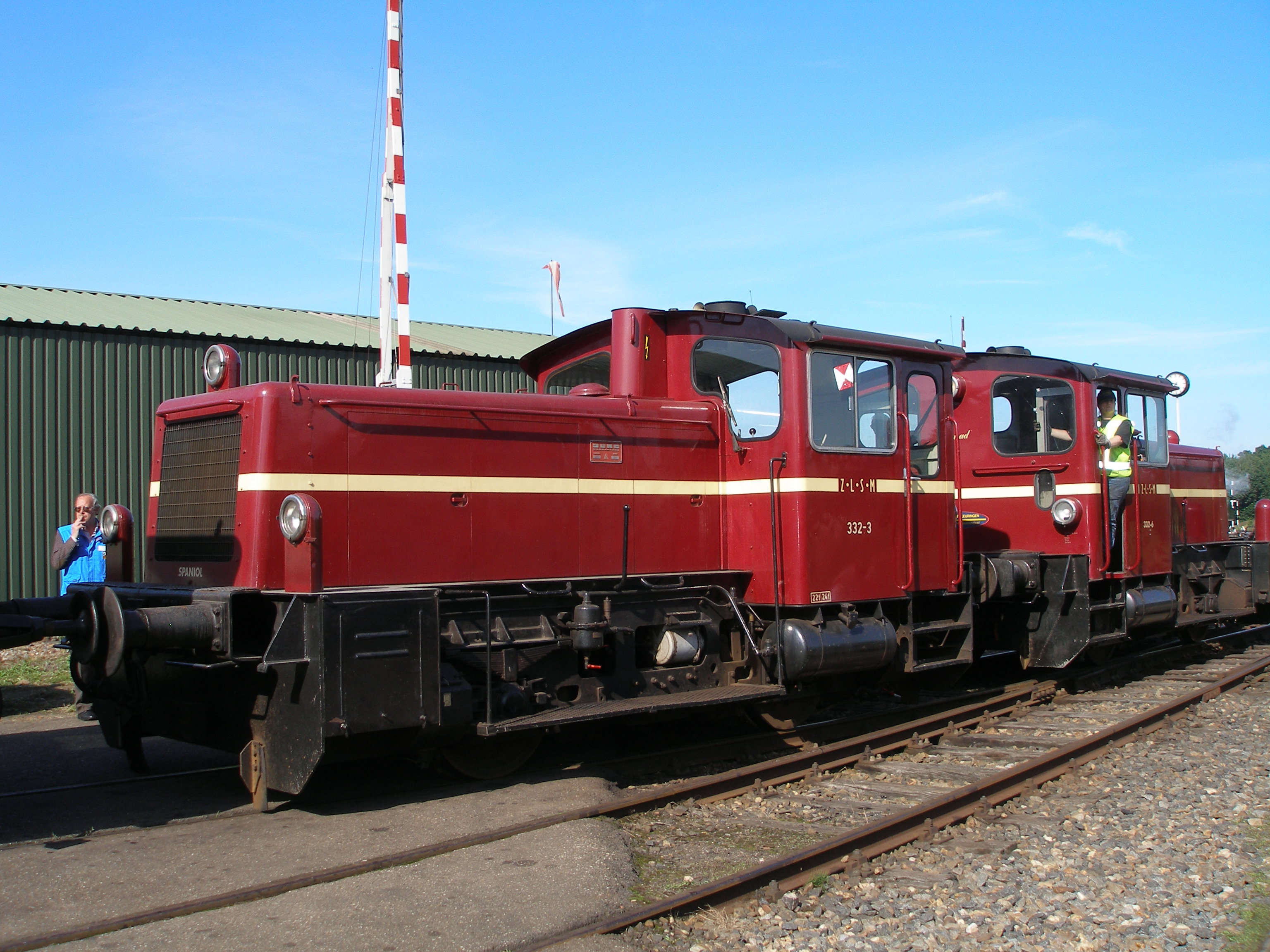
ZLSM-diesellocomotieven Spaniol & Conrad
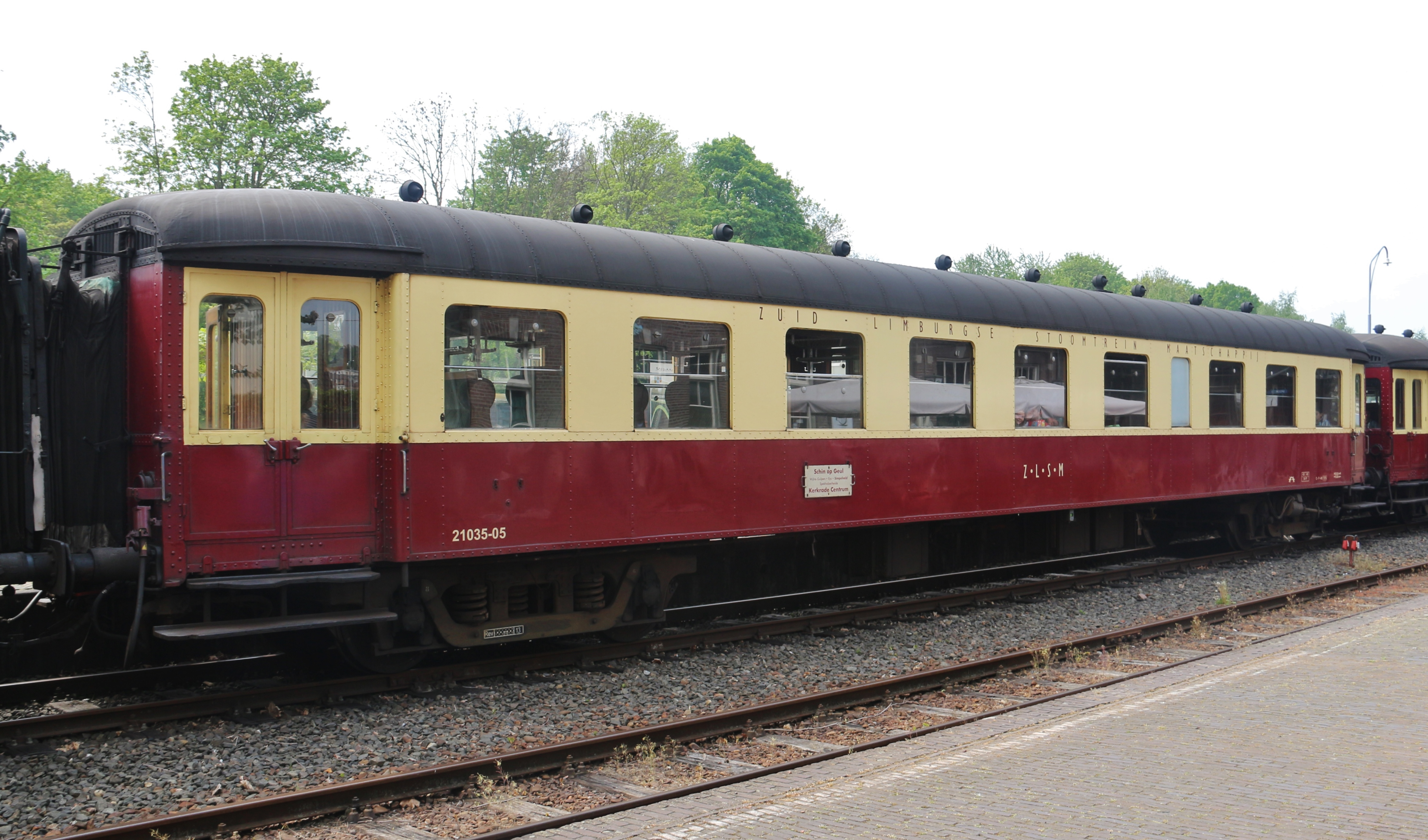
ZLSM-rijtuig 21035-05
- Werkzaamheden aan de Miljoenen-spoorweg,
maart 1930
- De aanleg van
de Miljoenen-spoorweg,
december 1930
- Bioscoopjournaal uit 1929. Werkzaamheden rondom de aanleg van de spoorlijn Schaesberg - Simpelveld
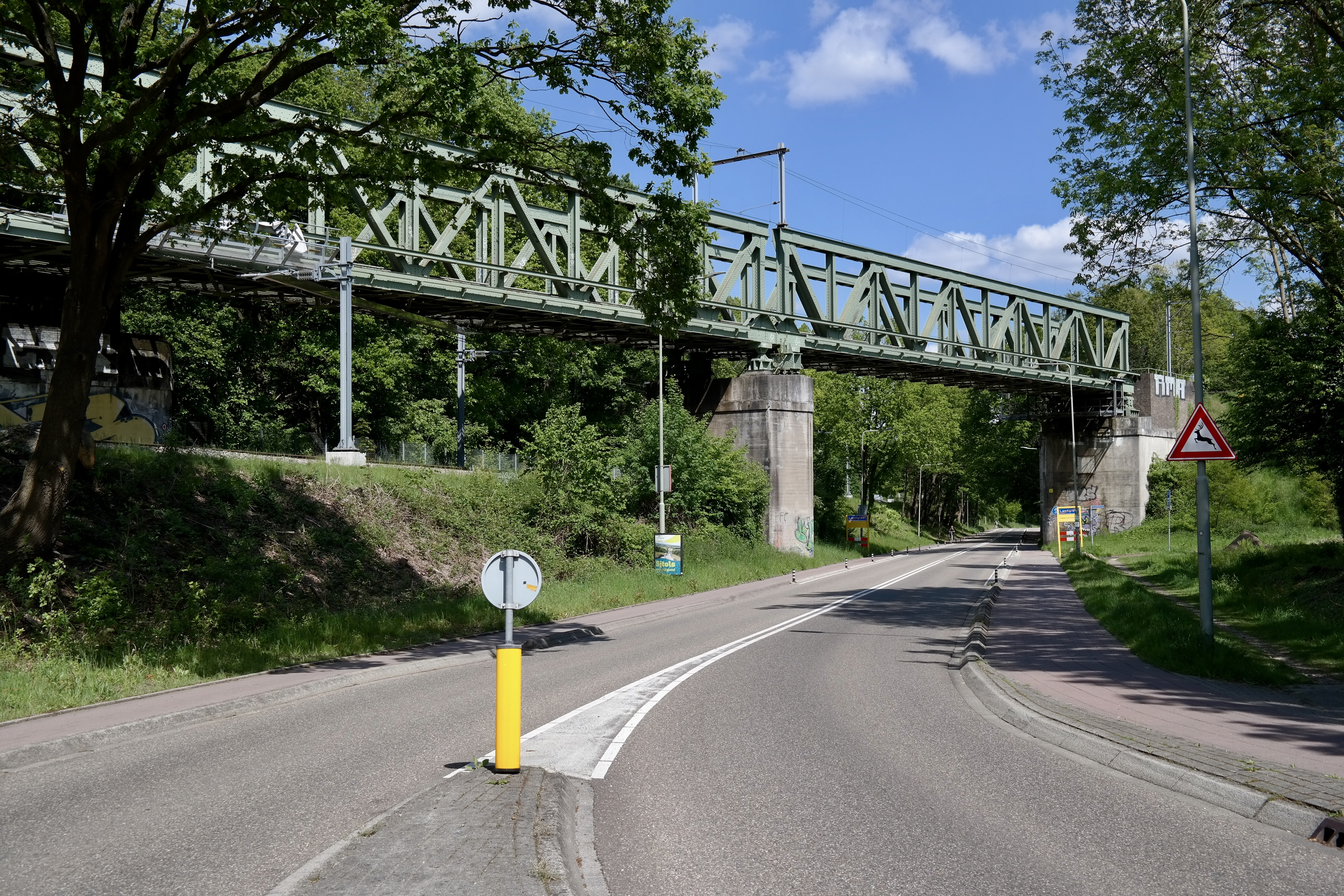
Spoorbrug even ten oosten van Station Landgraaf

## Museumspoorlijn

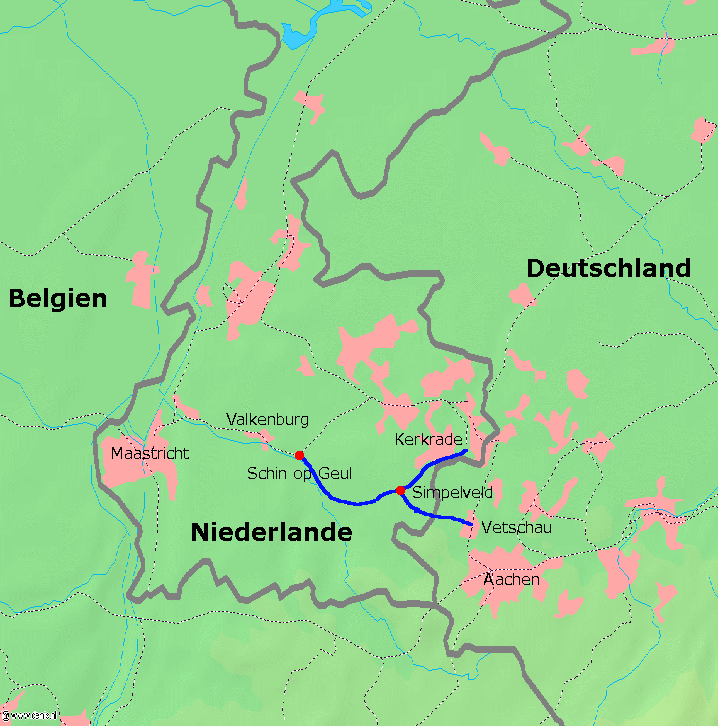
Route Museumspoorlijn van de Zuid-Limburgse Stoomtrein Maatschappij

In 1992 werd het baanvak Kerkrade Centrum – Simpelveld door de Nederlandse Spoorwegen verkocht aan de Zuid-Limburgse Stoomtrein Maatschappij (ZLSM). Sinds 1995 rijdt de ZLSM hier vanuit Simpelveld met toeristische stoomtreinen en railbussen.
Tot 2004 reed de ZLSM tot aan Kerkrade Centrum. Tussen 2004 en december 2006 reden de toeristische treinen over de Miljoenenlijn door naar Heerlen. Met de overname van de spoorlijn Kerkrade – Heerlen (en verder naar Maastricht) door Veolia in december 2006 werd het aantal reguliere treinritten op deze verbinding vergroot, waardoor er geen plaats meer was voor de stoomtrein op het grotendeels enkelsporige traject. De museumtreinritten eindigden daarop enkele maanden lang weer in Kerkrade Centrum. In januari 2007 werd daarop de in 1992 verwijderde verbindingswissel in Schin op Geul teruggeplaatst, en met ingang van de zomerdienstregeling van april 2007 reden de stoomtreinen door tot het toeristische Valkenburg. Dit was vanaf 2017 tijdelijk stopgezet.